# Ingeborg Åkesdotter (Tott)
Ingeborg Åkesdotter (Tott), under sin livstid kallad Fru Ingeborg, född på 1440-talet, död i slutet av 1507 på Tavastehus, var en medlem av det svenska frälset, gift med riksföreståndaren Sten Sture den äldre.

## Biografi
Ingeborg Åkesdotter var dotter till riddaren och danska riksrådet Åke Axelsson (Tott) och Märta Bengtsdotter (Vinstorpaätten). Ingeborg trolovades 1464 med en norsk adelsman som dog innan bröllopet, Hans Sigurdssön (Yngre Sudreimätten), son till drotsen Sigurd Jonsen. Hon fick en i Kållands härad i Västergötland belägen morgongåva. Ingeborg gifte sig med riddaren Sten Sture 1466. Bruden fick Strömserum i Småland i morgongåva. Då maken år 1470 utsågs till riksföreståndare blev hon första dam vid det svenska hovet. De fick inga barn.
Under Slaget vid Brunkeberg 1471 kallade hon upp Stockholms fattiga till slottet och gav dem mat i utbyte mot att de bad för segern, och såg sedan på slaget med sina hovdamer.
Ingeborg var intresserad av vetenskap och religion. Hon bidrog till grundandet av Uppsala universitet, och stödde översättningen och tryckningen av böcker. Hon lät beställa De dignitate et utilitate psalteriibeatae Mariae virginis av Alanus de Rupe, som låg färdigt 1498. Hon uppmuntrade grundandet av Uppsala akademi och universitet, gav bidrag till tryckandet av böcker och finansierade bibliotek i kloster. Hon beskyddade  karmeliterorden i Varberg, och grundandet av det första klostret för kartusianerordern i Sverige i Mariefred 1493.
Ingeborg beskrivs som klok, modig, begåvad och i dessa egenskaper samspelt med Sten Sture, och har omtalats för sin lojalitet mot honom och Sverige. I hans frånvaro sades hon härska klokt över slott och län. I brevväxlingen mellan Ingeborg och Sten Sture kallar han henne "Min kära hjärtans stallbroder", diskuterar statsaffärer med henne och ger henne politiska uppdrag. Ett exempel var då han tackade henne för att hon hade skaffat information från ett skepp från Lübeck att ett möte skulle äga rum mellan Hansan och den danske monarken, och gav henne i uppdrag att ta reda på när det skulle hållas. 
År 1483 försökte hon rädda Sten Kristiernsson Oxenstiernas liv under ett upplopp i staden och blev då nästan nedtrampad då hon tog sig ut på gatorna. Sten Sture ska vid detta tillfälle varit nära att ta till kraftåtgärder mot Stockholm, ett hot som ska ha bevarat friden i staden för resten av hans regering. 
År 1497 valdes Hans till Sveriges kung och Ingeborg och hennes man höll hov på Tavastehus slott i Finland. De återvände till Sverige 1501, när maken återigen valdes till riksföreståndare. Sten Sture avled 14 december 1503, på hemväg till Stockholm sedan han hade eskorterat Danmarks drottning Kristina till gränsen. Ingeborg befann sig då i Stockholm, och Hemming Gadh gav Svante Sture, som befann sig på Stegeborg, rådet att undanhålla Ingeborg nyheten om Stens död. Orsaken var att man ville undvika att Ingeborg och hennes anhängare skulle förhindra valet av Svante till riksföreståndare, eftersom hon då höll Stockholm och Kalmar och flera andra viktiga fästen i sin makes namn under hans frånvaro, och skulle kunna vända dessa mot Svante. Man ville särskilt undvika att hon uppviglade garnisonen i Kalmar genom att stoppa den löning som just då var på väg dit. Sten Stures död undanhölls därför Ingeborg fram till att likföljet, i sällskap med Svante Sture, hade nått fram till Stockholm. Hon lät då tömma de fästningar hon höll på proviant och pengar innan hon överlämnade dem till den nye riksföreståndaren. 
Efter makens död fick hon Tavastehus slott i Finland som förläning. Hon regerade över denna förläning till sin död. Som kommendant på Tavastehus var hon överordnad de lokala fogdarna. 1505 lät riksrådet sända Folke Gregersson till Tavastehus för att överta hennes ställning som kommendant. Hon lät då stänga honom ute med budskapet att slottet inte kunde ha två härskare, och tvingade honom att ge sig av med stöd av allmänhet och en del av den lokala adeln. 
Ingeborg anses ha stått modell för jungfrun i skulpturen Sankt Göran och draken i Storkyrkan.

### Fotnoter
1. ↑  Lisbet Scheutz (2001 (2003) nuytgåva). Berömda och glömda stockholmskvinnor: sju stadsvandringar: 155 kvinnoporträtt. Stockholm: MBM. ISBN 91-973725-3-6 Libris 8392583